# Ride with the Devil
Ride with the Devil é um filme de drama de 1999, tendo como pano de fundo a Guerra Civil Americana, dirigido por Ang Lee. O filme tem como atores Tobey Maguire, Skeet Ulrich, Jeffrey Wright, Jonathan Rhys Meyers, James Caviezel e a cantora Jewel. É baseado no romance Woe to Live On, de Daniel Woodrell e do roteiro escrito por James Schamus. Os eventos retratados no livro e no filme ter lugar em Missouri, no meio uma guerrilha.

## Enredo
Jake Roedel (Tobey Maguire) e Jack Bull Chiles (Skeet Ulrich) são amigos de Missouri, quando a Guerra Civil começa. O pai de Jack Bull é morto por atropelamento por membros da União. Os dois rapazes juntam-se a informais unidades leais ao Missouri, não estando dispostos a lutar contra alguém da guerra na Virgínia. Reúnem-se com George Clyde (Simon Baker) e o ex-escravo Daniel Holt (Jeffrey Wright), a quem Clyde concede a sua liberdade. Eles batalham usando táticas guerrilheiras e escondem-se durante os meses de inverno.
Jack e Sue Lee (Jewel), uma nora viúva que esconde o homem, tornam-se amantes. Quando Jack morre de ferimentos sofridos durante uma escaramuça, Jake escolta Sue Lee para sul, até um campo seguro. Segue-se a morte de mulheres e familiares dos guerrilheiros no colapso do sistema de turnos da prisão onde estavam detidos pelas forças da União, os bushwhackers, liderados por William Quantrill. No meio do bombardeio surge uma desavença entre Jake e colegas do bushwacker Pitt Mackeson (Jonathan Rhys Meyers). Jake, um americano de ascendência alemã, que nasceu na Alemanha mas emigrou para os Estados Unidos quando era ainda muito jovem, sofreu bastante durante o período antialemão, pois a população alemã no Missouri foi em grande medida simpatizante com a União. O seu semi-apelido carinhoso "Dutchie" ("holandês" foi a reinterpretação anglo-americana do alemão), foi dada por Roedel à etnia alemã. O mais virulento antialemão veio de Mackeson, que Jake alvejou na perna com um tiro, logo após o bombardeio, em Lawrence, Kansas, e enquanto recuava a partir de um contra-ataque das forças da União. Este preconceito antialemão feito por Jake, aparentemente mais simpatizante com o preconceito enfrentado pelos afro-americanos e por Daniel Holt, que estava lutando com as forças rebeldes como um escoteiro, em parte, para pagar uma dívida pessoal de amizade mútua de um camarada que tinha era branco e que estava a seu lado antes da guerra.
Entretanto, Sue teve uma filha de Jack. Tanto Holt como Jake estavam feridos e estavam a recuperar na mesma casa que Sue. Sob pressão da família que pensa erradamente que a criança é de Jake, ele casa com Sue, e vai viver com a sua nova família para a Califórnia. Holt diz-lhes que ele irá ajudá-los a começar pelos índios. No caminho, encontram Pitt novamente. Num tenso confronto, Pitt fala dos seus amigos em comum que foram enforcados em Dover, Missouri, e fala de suas intenções de ir para a sua cidade natal, pois tem a intenção de ir à cidade e tomar uma bebida. Depois Jake e Sue vão de férias para a Califórnia, enquanto Daniel Holt vai para o Texas para encontrar a sua mãe.

## Elenco
- Tobey Maguire ... Jake Roedel
- Skeet Ulrich ... Jack Bull Chiles
- Jeffrey Wright ... Daniel Holt
- Jonathan Rhys Meyers ... Pitt Mackeson
- Jonathan Brandis ... Cave Wyatt
- James Caviezel ... Black John Ambrose
- Simon Baker ... George Clyde
- Thomas Guiry ... Riley Crawford
- Mark Ruffalo ... Alf Bowden
- Jewel ... Sue Lee Shelley
- Tom Wilkinson ... Orton Brown
- Margo Martindale ... Wilma Brown
- Zach Grenier ... Mr. Evans
- James Urbaniak ... Jogador de Poker